# Travis Caldwell
Travis Caldwell est un acteur américain né le 16 janvier 1989 à Phoenix (Arizona).

## Filmographie

### Séries télévisées
- 2006 : Zoé (Zoey 101) : Lance McCallister (Saison 2 - épisode 6 : Tac au tac)
- 2007 : Women's Murder Club : Pledge (épisode 9 : Illusions perdues)
- 2008 : Miss Guided (en) : Michael (saison 1 - épisode 2 : Hot Sub)
- 2008 : FBI : Portés disparus (Without a Trace) : Rob (Saison 7 - épisode 8 : Loin de New York)
- 2010 : Parenthood : Colin (Saison 1 - épisode 2 : Tomber de haut)
- 2010 : The Gates : Charlie Monohan
- 2010 : Gigantic : Eric (saison 1 - épisode 8 : The Town of No)
- 2011 : The Lying Game : Kelvin (Saison 1 - épisode 9 : Sex, Lies and Hard Knocks High )
- 2011 : Les Sorciers de Waverly Place : Donny (Saison 4 - épisode 22 : La Colocataire fantôme )
- 2012 : Les Experts : Miami : Andrew Kingman (Saison 10 - épisode 17 : Le dernier revers )
- 2014 : The Neighbors : Zak (2 épisodes)
- 2014 : Esprits criminels (Criminal Minds) : Benton Fandall (saison 10 - épisode 10 : Amelia Porter)

### Téléfilms
- 2010 : Le Trésor de Hanna (Hanna's Gold) : Kevin Nelson
- 2013 : Partitions amoureuses (Playing Father) : Nate Allen
- 2017 : Les mauvais choix de ma fille (Girl Followed) : Nate
- 2020 : Un secret de famille impardonnable (Killer Secrets in the Snow) de Jose Montesinos : Ted